# Mas de las Santas Puèlas
Mas Santas Puèlas (en francès Mas-Saintes-Puelles) és un municipi del departament de l'Aude a la regió francesa d'Occitània, en el districte de Carcassona i cantó de Castelnaudary-Sud.

## Història
És on va néixer Sant Pere Nolasc, qui va fundar l'Orde de la Mercè l'any 1218.

## Demografia[2]
| 1962 | 1968 | 1975 | 1982 | 1990 | 1999 |
| ---- | ---- | ---- | ---- | ---- | ---- |
| 711  | 682  | 617  | 640  | 720  | 805  |